# Sân bay Geneina
Sân bay Geneina (IATA: EGN, ICAO: HSGN) là một sân bay ở thành phố Geneina, Sudan.

## Hãng hàng không và điểm đến
| Hãng hàng không | Các điểm đến |
| --------------- | ------------ |
| Badr Airlines   | Khartoum     |
| Sudan Airways   | Khartoum     |
| Tarco Airlines  | Khartoum     |